# Amelia Opie

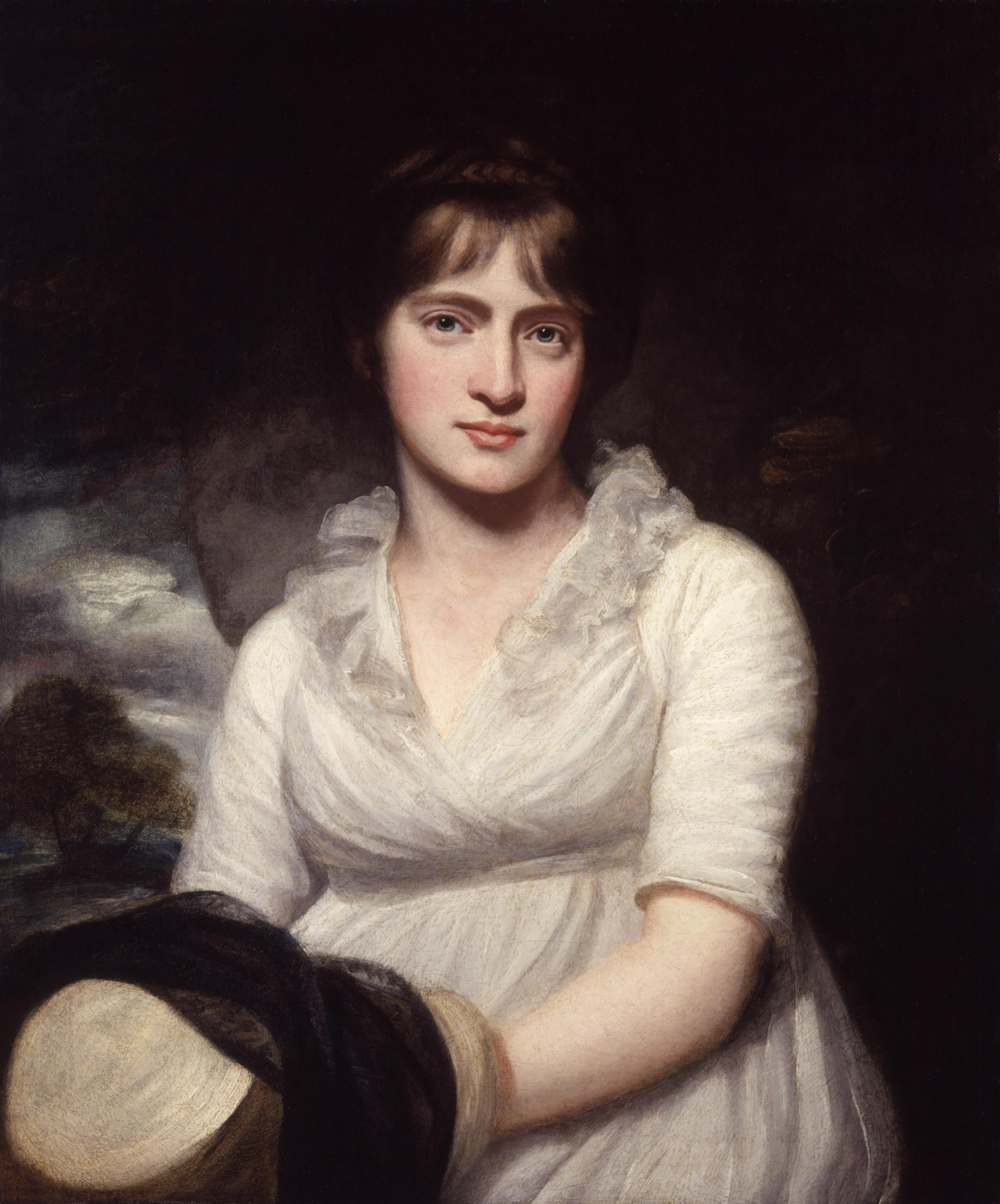
Amelia Opie, Porträt von ihrem Ehemann John Opie, 1798

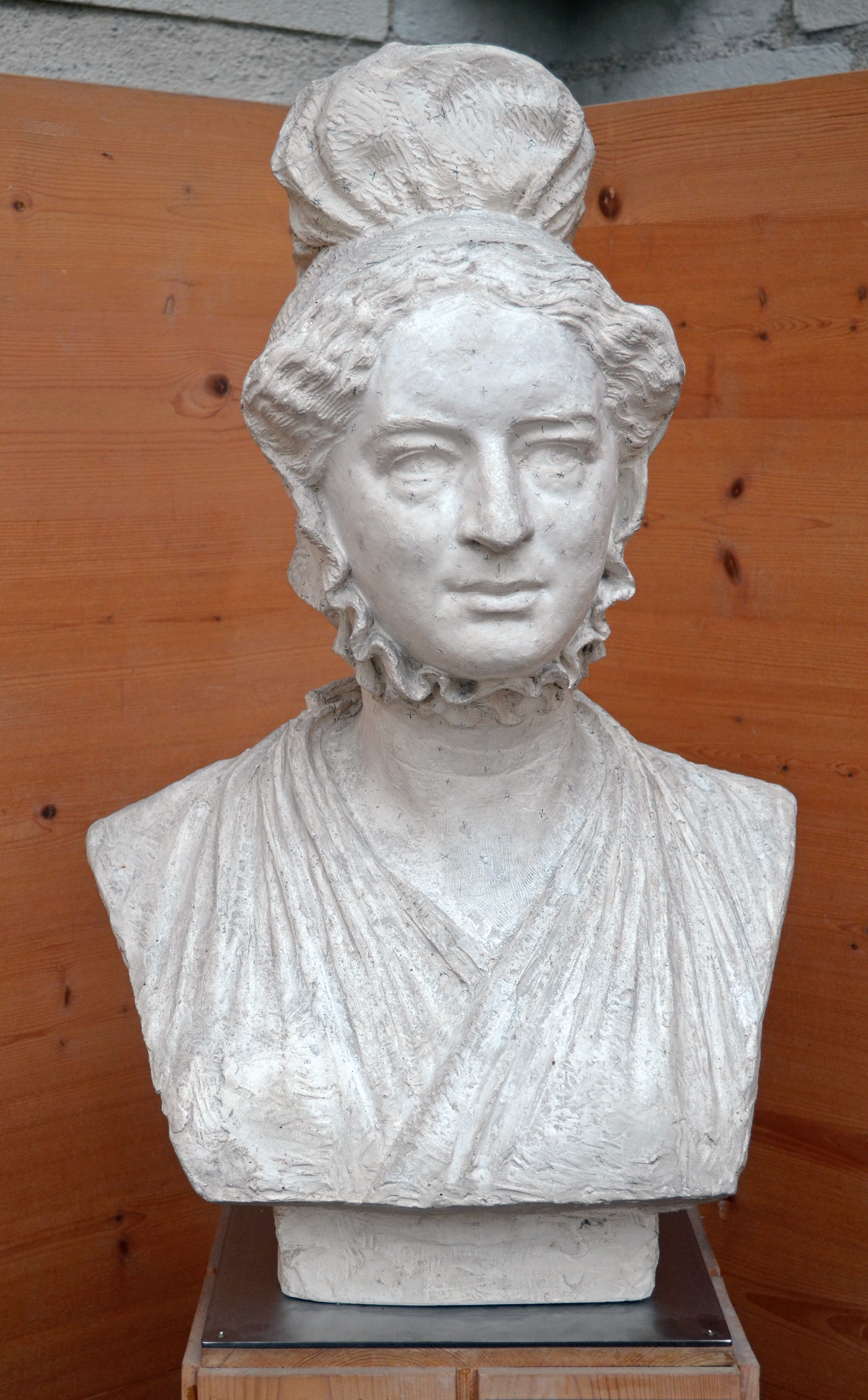
Amelia Opie, Büste von Pierre Jean David d’Angers, 1836

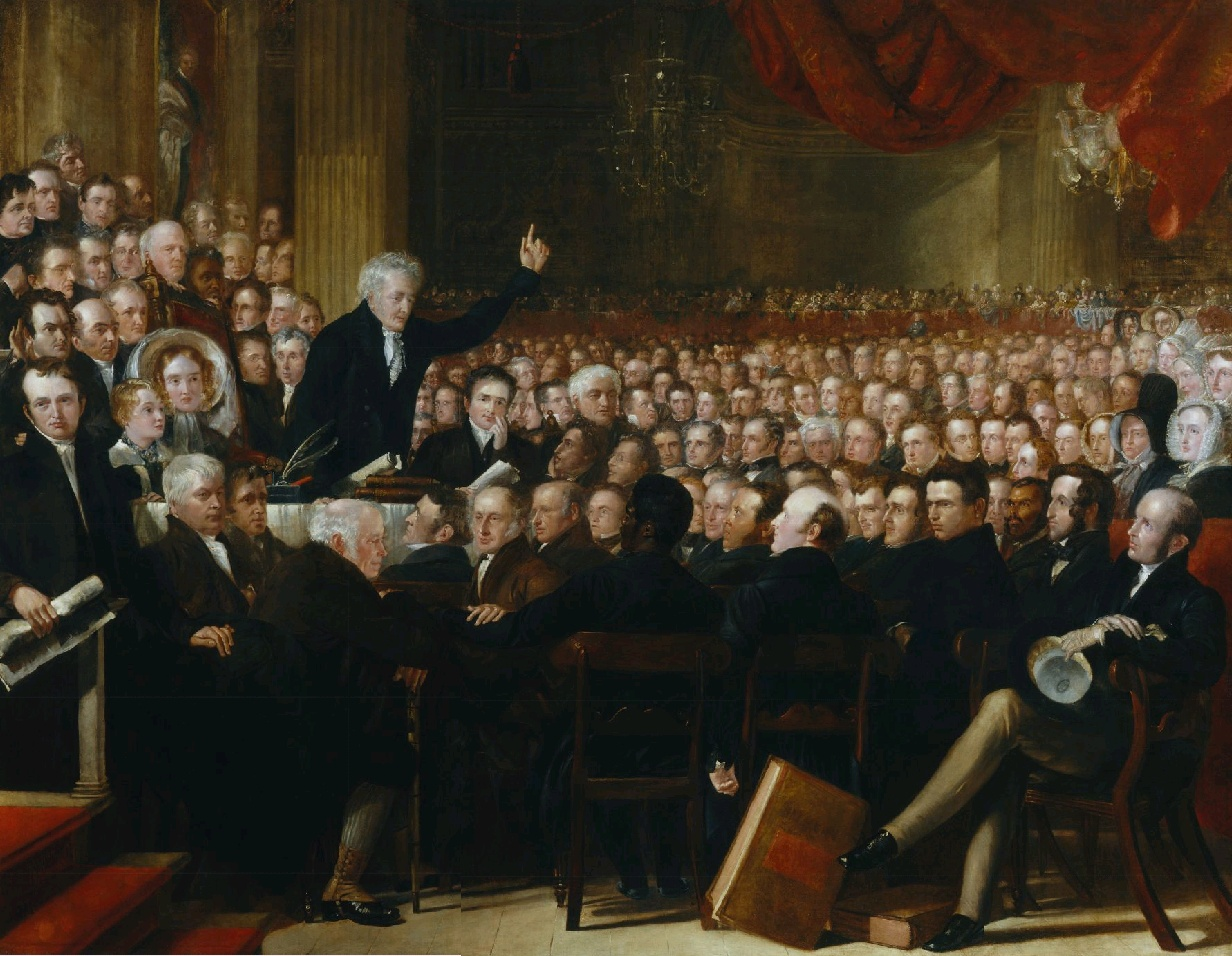
Teilnehmende an der World Anti-Slavery Convention von 1840, Benjamin Robert Haydon, 1841 (Opie ist in der vordersten Reihe als zweite von rechts mit schwarzer Haube dargestellt)

Amelia Opie, geborene Alderson (* 12. November 1769 in Norwich; † 2. Dezember 1853 ebenda), war eine britische Schriftstellerin und Abolitionistin. Sie veröffentlichte in der Zeit der Romantik bis 1828 zahlreiche Romane. Opies Name stand an erster Stelle der 187.000 Namen, die dem britischen Parlament in einer Petition von Frauen zur Abschaffung der Sklaverei vorgelegt wurden.

## Leben
Amelia Alderson wurde als einziges Kind von James Alderson, einem Arzt, und Amelia, geborene Briggs, geboren. Ihre Mutter erzog sie dazu, sich um Menschen aus weniger privilegierten Verhältnissen zu kümmern. Nach dem Tod ihrer Mutter am 31. Dezember 1784 wurde sie die Dame des Hauses und Gastgeberin im Haushalt des Vaters, dem sie bis zu seinem Tod im Jahr 1807 sehr nahe stand.
Ihrer Biographin Cecilia Lucy Brightwell zufolge war Opie „lebhaft, attraktiv, an feiner Kleidung interessiert, gebildet und hatte mehrere Verehrer“. Sie war eine Cousine des Richters Edward Hall Alderson, mit dem sie zeitlebens korrespondierte, und auch eine Cousine des Künstlers Henry Perronet Briggs. Opie erbte liberale Prinzipien und war eine Verehrerin von John Horne Tooke. Sie stand den Aktivisten John Philip Kemble, Sarah Siddons, William Godwin und Mary Wollstonecraft nahe.
Opie verbrachte ihre Jugend mit dem Schreiben von Gedichten und Theaterstücken und organisierte Amateurtheater. Im Alter von 18 Jahren schrieb sie The Dangers of Coquetry.
1798 heiratete sie John Opie, einen Maler, den sie auf einer Party in Norwich kennengelernt hatte. Das Paar war bis zu seinem Tod 1807 neun Jahre lang glücklich verheiratet, obwohl ihr Mann ihre Liebe für Gesellschaft nicht teilte.
Im Jahr 1801 vollendete Opie einen Roman mit dem Titel Father and Daughter. Der Roman handelt von fehlgeleiteter Tugend und familiärer Versöhnung. Im Vorwort hält Opie fest, das Buch sei kein Roman, sondern „eine einfache, moralische Erzählung“, womit sie sich von der damals vorherrschenden Form des Sittenromans abheben will, dem vorgeworfen wurde, die Nachahmung des dekadenten Lebens der Oberschicht durch das Bürgertum zu fördern. Nach seinem Erscheinen begann Opie, regelmäßig zu veröffentlichen. Ihr Gedichtband, der 1802 erschien, erlebte sechs Auflagen. Von ihrem Mann ermutigt, weiter zu schreiben, veröffentlichte sie Adeline Mowbray (1804), eine Auseinandersetzung mit der Bildung von Frauen, der Ehe und der Abschaffung der Sklaverei. Dieser Roman zeichnet sich insbesondere dadurch aus, dass er die Geschichte von Mary Wollstonecraft aufgreift, deren außereheliche Beziehung zu dem Amerikaner Gilbert Imlay für einen Skandal sorgte, ebenso wie ihre spätere Ehe mit dem Philosophen William Godwin. Godwin hatte sich zuvor gegen die Ehe als eine Institution ausgesprochen, in der Frauen als Eigentum gelten, doch als Wollstonecraft schwanger wurde, heirateten sie trotz seiner früheren Überzeugungen. Im Roman lässt sich „Adeline“ schon früh auf einen Philosophen ein, der die Ehe strikt ablehnt, um sich dann wider besseres Wissen zur Heirat mit einem westindischen Großgrundbesitzer überreden zu lassen. In der Geschichte über eine gemischtrassige Frau und ihre Familie, die Adeline auf eigene Kosten aus der Armut rettet, greift der Roman Themen des Abolitionismus auf.
Weitere Romane folgten: Simple Tales (1806), Temper (1812), Tales of Real Life (1813), Valentine's Eve (1816), Tales of the Heart (1818) und Madeline (1822). The Warrior's Return and other poems wurde 1808 veröffentlicht.
1825 trat Opie aufgrund des Einflusses von Joseph John Gurney und seinen Schwestern, die langjährige Freunde und Nachbarn in Norwich waren, und trotz der Einwände ihres kürzlich verstorbenen Vaters den Quäkern bei. Den Rest ihres Lebens verbrachte sie vor allem mit Reisen und der Arbeit mit Wohltätigkeitsorganisationen. In der Zwischenzeit veröffentlichte sie 1826 ein Anti-Sklaverei-Gedicht mit dem Titel The Black Man’s Lament und 1834 einen Band mit Andachtsgedichten, Lays for the Dead. Opie arbeitete mit Anna Gurney zusammen, um eine Ladies Anti-Slavery Society in Norwich zu gründen. Diese Society organisierte eine Petition mit 187.000 Namen, die dem Parlament vorgelegt wurde. Die ersten beiden Namen auf der Petition waren Amelia Opie und Priscilla Buxton. Opie nahm 1840 an der World Anti-Slavery Convention in London teil, wo sie als eine der wenigen Frauen auf dem Gedenkgemälde zu sehen ist.
Sie teilte ihre Zeit zwischen London und Norwich auf.  In ihrem ganzen Leben unterhielt Opie Freundschaften mit anderen Schriftstellern, darunter Walter Scott, Richard Brinsley Sheridan, George Borrow und Germaine de Staël.
Am 2. Dezember 1853 starb sie in Norwich und soll sich ihre Lebendigkeit bis zuletzt bewahrt haben. Sie wurde auf dem Gildencroft Quaker Cemetery in Norwich beigesetzt.
Eine etwas geglättete Biografie von Opie wurde 1854 von Cecilia Lucy Brightwell veröffentlicht.

## Werke (Auswahl)
Erzählungen
- Dangers of Coquetry (anonym veröffentlicht, 1790)
- The Father and Daughter (1801)
- Adeline Mowbray (1804)
- Simple Tales (1806)
- Temper; or, Domestic Scenes (1812)
- First Chapter of Accidents (1813)
- Tales of Real Life (1813)
- Valentine’s Eve (1816)
- New Tales (1818)
- Tales of the Heart (1820)
- The Only Child; or, Portia Bellendon (anonym veröffentlicht, 1821)
- Madeline, A Tale (1822)
- Illustrations of Lying (1824)
- Tales of the Pemberton Family for Children (1825)
- The Last Voyage (1828)
- Detraction Displayed (1828)
- Miscellaneous Tales (12 Bände, 1845–1847)

Gedichte
- Maid of Corinth (1801)

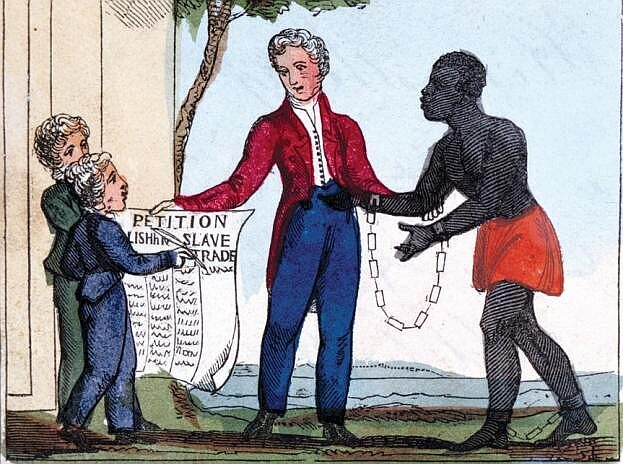
Illustration im Gedichtband The Black Man’s Lament, Or, How to Make Sugar, 1826

- Elegy to the Memory of the Duke of Bedford (1802)
- Poems (1802)
- Lines to General Kosciusko (1803)
- Song to Stella (1803)
- The Warrior’s Return and other poems (1808)
- Black Man’s Lament, Or, How to Make Sugar (1826)[9]
- Lays for the Dead (1834)

Verschiedenes
- Memoir of John Opie (1809)
- Sketch of Mrs. Roberts (1814)
- Recollections of Days in Holland (1840)
- Recollections of a Visit to Paris in 1802 (1831–1832)
- Winter’s Beautiful Rose, Lied vertont durch Jane Bianchi und der Viscountesses Hampden gewidmet[10]